# Kitajske borilne veščine
Kitajske borilne veščine so raznolike borilne veščine, izvirajoče iz zgodovinskega območja Kitajske.
Splošna pojma, ki se najpogosteje uporabljata v zvezi s kitajskimi borilnimi veščinami sta Kung fu in Vušu, od katerih je slednji jezikovno pravilnejši, prvi pa bolj znan in močneje razširjen po svetu.

## Zgodovinski razvoj
Širno geografsko območje Kitajske je doživljajo burno zgodovino, kar se odraža tudi v silni pestrosti oblik borilnih veščin, izvirajočih iz tega dela sveta. Poleg oblikovanja lastnih veščin, so k razvoju močno prispevali tudi vplivi iz sosednjih območij, npr. območij Indije in Mongolije.
Nekoč je bila splošno sprejeta napol mitološka zgodba o Kitajski kot izvoru vseh borilnih veščin v Aziji, oziroma še bolj zmotno, o določeni kitajski borilni veščini kot podlagi za vse ostale kitajske in azijske veščine. 
Kljub prevelikemu poenostavljanju zgodovinskih procesov, zgodba vsebuje mnogo resničnih dejstev. Na kitajskem območju so skozi zgodovino nastajala močna in prostrana cesarstva, ki so imela izreden vpliv (kulturen, političen in gospodarski) na celotno Azijsko regijo, pa tudi izven nje. Prek tega vpliva so se kitajske borilne veščine redno širile v druge dele Azije in pomembno vplivale na razvoj obstoječih veščin ali pa pripomogle k oblikovanju popolnoma novih oblik. Danes najbolj znan primer je npr. razvoj karateja na Okinavi oz. Japonskem, ki pa je eden najmlajših v zgodovini.
Pomembno obdobje v zgodovini kitajskih borilnih veščin je bilo po koncu 2. svetovne vojne, ko je nova komunistična oblast tradicionalne oblike veščin nadzorovala in jih skušala čim bolj onemogočiti, hkrati pa so iz njih ustvarili novo, »sprejemljivejšo« obliko kot tekmovalni šport.

## Delitev
Kitajske borilne veščine se delijo na več načinov:
- Glede na geografsko lokacijo.
- Glede na osnovni princip vadbe.
- Glede na vizuelno obliko izvedbe veščine.
- Drugi kriteriji: osebna imena, simboli, filozofska vsebina...

Raznovrstnost načinov delitev je tudi odraz številčnosti in pestrosti različnih veščin kitajskega področja.

### Delitev po geografski lokaciji
Osnovna delitev kitajskih borilnih veščin je po geografskem položaju glede na reko Jangce. Tako ločimo severne in južne stile. V splošnem imajo sledeče značilnosti:
Severni stili so znani po hitrejšem, tekočem in nasploh bolj dinamičnem gibanju, vsebnosti akrobatskih gibov (skoki, prevali, premeti), poudarjenemu udarjanju in delu z nogami.
Južni stili so znani po kratkih, manj dinamičnih, a močnih in stabilnih gibih, poudarjeni uporabi rok in celega telesa ter osredotočenosti na bližinsko borbo.
Druge delitve po geografski lokaciji so lahko po naslednjih kriterijih:
- Po regijah - provincah: Veščine iz provinc Henan, Hebei, itd.
- Po naravnih znamenitostih: Veščine iz območja gore Song, gorovja Vudang, gorovja Kunlun, itd.
- Po imenu kraja nastanka oziroma vadbe: Veščine iz mest Peking, Tiandžin, Šanghaj, itd.

### Delitev po osnovnem principu vadbe
Po tej delitvi v grobem ločimo dve vrsti veščin - »notranje« in »zunanje«.
Zunanje borilne veščine naj bi poudarjale telesno spretnost, hitrost, moč, bile naj bi usmerjene v eksplozivno borbo. Šele napredne stopnje, potem, ko je bilo izgrajeno »trdo« jedro, naj bi se neobvezno osredotočile k razvoju duha in notranjih potencialov. »Zunanje« so tako skoraj vse kitajske borilne veščine.
Notranje borilne veščine pa naj bi obratno poudarjale razvoj sproščenosti in zbranosti, uma ter mehko, tekoče izvajanje gibov. Že od samih začetkov naj bi bila ta »mehka« vadba usmerjena k razvoju duha in notranjih potencialov. »Notranje« so tako le nekatere kitajske borilne veščine.
Ta površna in poenostavljena delitev je precej razširjena, čeprav je hitro razumljena napačno. Pri »zunanjem« in »notranjem« gre namreč le za dva različna vidika s podobnimi cilji. Tako »zunanje« veščine ob pravilni vadbi pripomorejo k razvoju »notranjih« sposobnosti, »notranje« veščine pa lahko vsebujejo mnogo elementov »zunanjih« sposobnosti. Skoraj vse kitajske borilne veščine v resnici vsebujejo tako »zunanje« kot »notranje« dele, različen je npr. pristop k vadbi ali poudarek na določeni stopnji vadbe, res pa je, da nekatere veščine določene dele pri vadbi popolnoma izpuščajo in zato dobijo navidezen vtis vadbe le enega izmed vidikov.
Delitev naj bi bila v preteklosti uporabljena tudi zaradi političnih namenov.

### Delitev po vizuelni obliki izvedbe
Ta delitev je zelo znana. Mnoge kitajske borilne veščine so namreč v svojih gibih skušale čim bolj posnemati gibe in dejanja živali v naravi in jih uskladiti in prirediti s principi borbe z ljudmi. Najbolj znane živali: zmaj, žerjav, tiger, bogomolka, opica, kača. Nekatere veščine so popolnoma osredotočene na posnemanje gibov le ene živali, druge pa vsebujejo gibe, ki posnemajo nekaj različnih živali.
Po tej delitvi so poznane tudi oblike kitajskih borilnih veščin, t. i. »pijani boks«, ki posnemajo vinjeno stanje borca; ta zaradi sproščenosti in naključnosti gibov postane za nasprotnika precej nepredvidljiv.

### Osebna in simbolna poimenovanja
Ta delitev kitajske borilne veščine deli glede na ime osnovatelja, ali celo ime znane družine, ki je veščino razvijala oziroma razširjala. Taka delitev lahko predstavlja tudi različne pristope k vadbi iste veščine.
Veščine so lahko poimenovane tudi po simbolih oz. metaforah, npr. veščina »topovska pest«, veščina »roke vetra«, itd.

### Delitev po filozofsko - verski podlagi
Po tej delitvi lahko delijo kitajske borilne veščine po vsebnosti filozofije, verskih simbolov in verovanj.
Tako ločijo budistične, taoistične in islamske borilne veščine. Ta delitev je na Kitajskem v političnih razmerah po 2. svetovni vojni postala »neprimerna«, kakor so zaradi teh lastnosti postale »neprimerne« mnoge kitajske borilne veščine.